# Entscheidungsstrategie (Lawine)

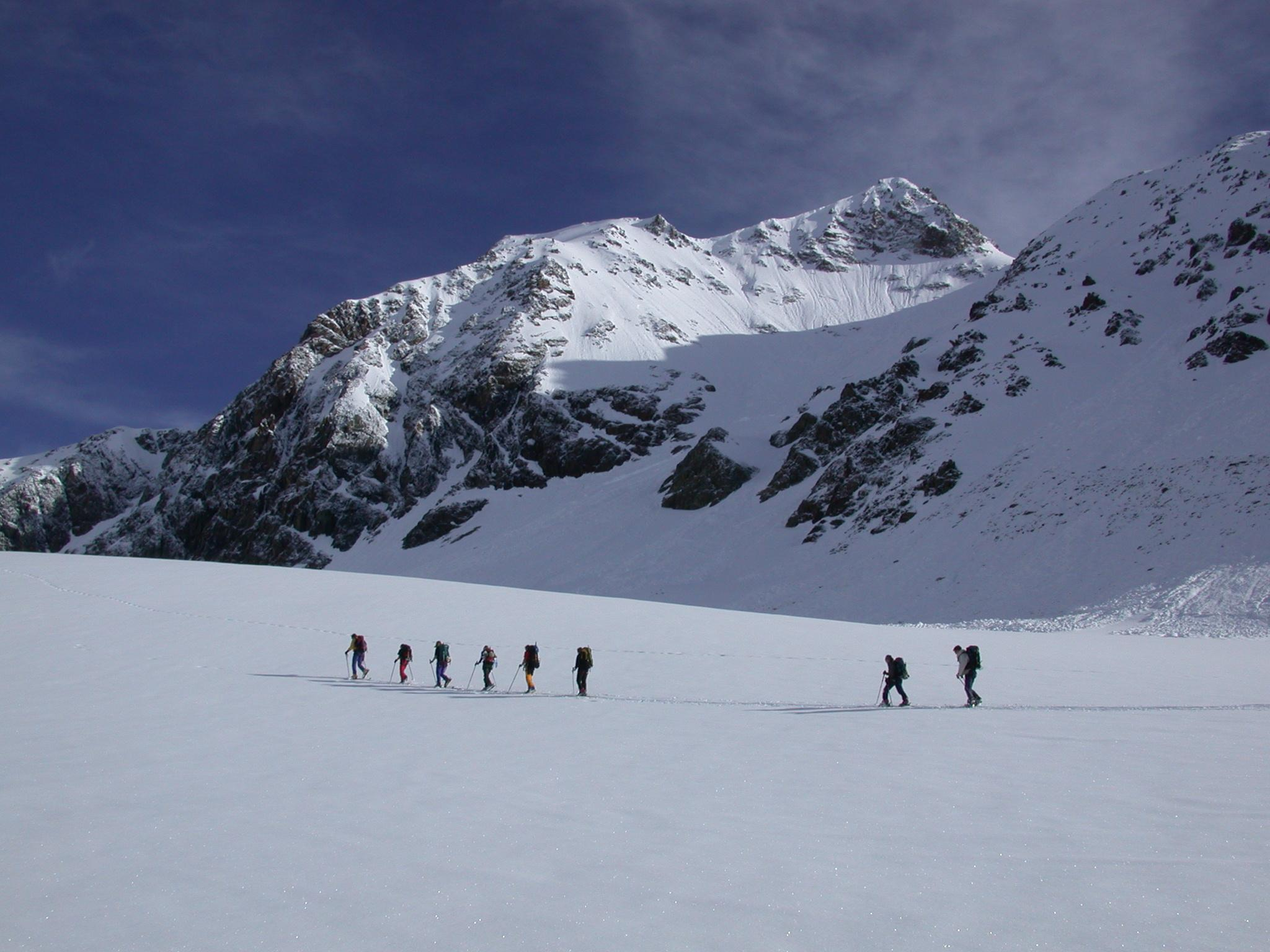
Skitour im ungesicherten, alpinen Gelände

Entscheidungsstrategien dienen zur Einschätzung des Lawinenrisikos und sind für Wintersportler im freien Gelände überlebenswichtig. Sie vereinfachen den Umgang mit der komplexen und potentiellen Gefahr der Lawinenbildung im winterlichen Gebirge. Die Nutzung dieser Methoden kann die Gefahr eines Lawinenabgangs im analysierten Gebiet aber nicht vollkommen ausschließen.
Da sich diese Methoden im alpinen Wintersport etabliert haben, sind sie in vielen Freeride-Skigebieten als Merkblätter verfügbar. Alpine Vereine und Bergschulen vermitteln diese Methoden.

## Theoretische Grundlagen
Früher war die Beurteilung der Lawinengefahr eine Aufgabe von Experten, die die Schneedecke auf den Hängen anhand von verschiedenen Faktoren bewerteten. In der Schneedecke laufen aber sehr komplexe Vorgänge ab, die eine verlässliche Vorhersage zur Lawinengefahr kaum zulassen. Der Mangel an fundiertem Wissen zum Schneedeckenaufbau und die subjektive Wahrnehmung der Faktoren durch den Menschen steht einer sicheren Vorhersage der tatsächlichen Lawinengefahr entgegen.
Werner Munter erkannte dies und entwickelte ein auf Statistiken und Erfahrungswerten beruhendes, ganzheitliches Risikomanagement-System; die Formel 3×3 und die elementare Reduktionsmethode. Damit wurde die erste strategische Methode zur Einschätzung des Lawinenrisikos geschaffen.
Das Lawinenrisiko kann nie, auch nicht mit wissenschaftlichen Methoden, vollkommen sicher beurteilt werden. Der Schneesportler soll aber Regeln an die Hand bekommen, auf deren Basis eine „ja/nein“ Entscheidung getroffen werden kann.
Zusammenfassend bedeutet dies, dass die Zusammenhänge der Lawinenbildung sehr komplex und im Einzelnen nicht in der notwendigen Exaktheit erfassbar sind. Probabilistische Methoden gehen nicht auf Detailfragen ein, sondern nutzen die in Wahrscheinlichkeiten ausgedrückten Erfahrungen. Es zeigt sich, dass in der praktischen Anwendung bereits die Beurteilung von wenigen Risikofaktoren hinreichend ist. Hingegen reicht die Beurteilung eines isolierten Einzelfaktors nicht aus.

## Formel 3×3
Die Formel 3×3 entsteht durch die Beurteilung auf drei unterschiedlichen Ebenen (regional, lokal, zonal) anhand von drei Hauptfaktoren (Verhältnisse, Gelände, Mensch). Die Ebenen wirken dabei wie Risikofilter mit der Unterteilung in grob, mittel und fein. Sie werden Schritt für Schritt angewendet. Der regionale reduziert ca. 40 %, der lokale ca. 25 % und der zonale ca. 10 % der Risikofaktoren. Somit entsteht folgende Formel:
{\displaystyle {\text{Regionaler-Filter}}_{1}\cdot {\text{Lokaler-Filter}}_{2}\cdot {\text{Zonaler-Filter}}_{3}={\text{Restrisiko}}}
Beispiel :
{\displaystyle 40\,\%\cdot 25\,\%\cdot 10\,\%=1\,\%} oder
{\displaystyle 0{,}4\cdot 0{,}25\cdot 0{,}1=0{,}01}
Die dreistufigen Ebenen und Faktoren werden in einer 3×3 Matrix dargestellt. Gewichtet, mit den gefundenen Wahrscheinlichkeiten, ergibt dies die Formel 3×3:
| Ebene                                       | Verhältnisse                                                                    | Gelände                                                                                             | Mensch                                                            |
| ------------------------------------------- | ------------------------------------------------------------------------------- | --------------------------------------------------------------------------------------------------- | ----------------------------------------------------------------- |
| Regional (grob) - In der Planungsphase      | Lawinenlagebericht (LLB), Wetterprognose, Experteninformationen                 | Karte, Literatur, Fotos, eigene Geländekenntnisse                                                   | Teilnehmer, Ausrüstung, Kompetenz und Erfahrung der Tourenführung |
| Lokal (mittel) - Vor Ort                    | Schneelage, Überprüfung des LLB, Wetter (Sicht, Wind, Niederschlag, Temperatur) | Beurteilung und Überprüfung mit der vorherigen Vorstellung                                          | Teilnehmer, andere Gruppen, Kontrolle der Ausrüstung, Zeitplanung |
| Zonal (fein) - Fortlaufende Hangbeurteilung | Neuschnee, Triebschnee, Sicht, Einstrahlung, Einzugsgebiet von Schneebrettern   | Orientierung: Wer oder was ist über/unter mir? Steilheit, Exposition, Kammnähe, Höhenlage, Hangform | Führungstaktik, Vorsichtsmaßnahmen, Kondition, Technik            |

Munter kommt zum Schluss, dass „die Lawinengefahr nie bloß auf Grund eines Hauptfaktors (Kriteriums) beurteilt werden darf, sondern alle drei Hauptfaktoren in die ganzheitliche Risikoanalyse einzubeziehen sind“.
In der Anwendung werden dabei die jeweiligen Kriterien zoomartig von Ebene zu Ebene vergrößert; daher stammt auch der Name Zoomsystem. Die Formel 3×3 ist zunächst erst mal eine Istwert-Analyse des Restrisikos. Die Gewichtung der einzelnen Faktoren zeigt dem Anwender sofort auf, wo das größte Verbesserungspotenzial liegt und relativiert besondere Maßnahmen entsprechend. Trotzdem kann durch weitere Entscheidungsstrategien, das durch die Formel 3×3 gegebene Gefahrenpotential weiter reduziert werden, indem man spezifisch auf die zuvor in der Analyse festgestellten Risiken reagiert. Entscheidungsstrategien sind integraler Bestandteil bei Planung und Durchführung von alpinen Wintersportaktivitäten.
Alle weiteren, veröffentlichten Entscheidungsstrategien basieren oder ähneln dem Risikomanagement-System der Formel 3×3.
Wesentliche Faktoren in den strategischen Entscheidungsverfahren sind die Gefahrenstufe des Lawinenlageberichts (LLB) und die Neigung des Hanges sowie die Hangexposition (z. B. ein Nord-Ost Hang). Anhand von Skalen, Grafiken oder einfachen Berechnungen wird das Lawinenrisiko bewertet. Dies kann sowohl in der Tourenplanung erfolgen, wie auch bei der Einzelhangbeurteilung. Entscheidend ist die Einbettung dieser Risiko-Analyse wie sie z. B. die Formel 3×3 bietet, in ein Risikomanagement-System. Denn die Frage ist letztlich, wie man mit dem Restrisiko umgeht.
Die einzelnen Methoden werden im Folgenden grundsätzlich dargestellt. Es handelt sich um keine Anleitung zu ihrem Gebrauch, der Umgang mit der jeweiligen Entscheidungsstrategie muss in der Praxis erlernt werden.

## Reduktionsmethode
Die Reduktionsmethode ist ein Planungs- und Kontrollinstrument, welches die Formel 3×3 wesentlich ergänzt. Entwickelt wurde sie ebenfalls von Munter mit dem Ziel, das Restrisiko von 1 %, welches bei Anwendung der Formel 3×3 bestehen bleibt, weiter zu reduzieren.
Munter unterscheidet zwischen der Elementaren- und der Professionellen-Reduktionsmethode. Die elementare Reduktionsmethode wird in modifizierter Form als grafische Reduktionsmethode (GRM), vom WSL-Institut für Schnee- und Lawinenforschung SLF angeboten.

### Elementare Reduktionsmethode
Die Elementare Reduktionsmethode legt für jede Gefahrenstufe des Lawinenbulletins einen Hangneigungs-Grenzwert fest, der nicht überschritten werden darf. Je nach Gefahrenstufe ist die maximale Neigung im näheren Umfeld der geplanten Route oder aber des gesamten Hangs maßgebend. Für Hänge außerhalb des kritischen Bereichs des Lageberichts darf eine niedrigere Gefahrenstufe und damit auch ein höherer Neigungs-Grenzwert angenommen werden.

### Professionelle Reduktionsmethode
Die Professionelle Reduktionsmethode ist flexibler, aber die korrekte Anwendung ist wesentlich anspruchsvoller. Die Einschätzung des Risikos erfolgt anhand einer komplexen Berechnung. Als erstes wird eine Einschätzung des Gefahrenpotentials durch den Lawinenlagebericht und/oder durch eine eigene Einschätzung vor Ort vorgenommen. Anhand von Reduktionsfaktoren wird versucht, das Restrisiko gleich oder unter 1 zu minimieren. Die Formel lautet folgendermaßen:
{\displaystyle {\text{Akzeptiertes Restrisiko}}={\frac {\text{Gefahrenpotential}}{{\text{Reduktionsfaktor}}\cdot {\text{Reduktionsfaktor}}}}\leq 1}
Das Gefahrenpotential ist die Summe der Gefahren im jeweiligen Gebiet und steigt exponentiell. Es ist möglich, Zwischenabstufungen vorzunehmen wie zum Beispiel Gefahrenpotential 3 zwischen Gering und Mäßig.
Folgendermaßen ist die Unterteilung:
- Gering = Potential 2
- Mäßig = Potential 4
- Erheblich = Potential 8

Reduktionsfaktoren werden in erst-, zweit- und drittklassig unterteilt. Erstklassige Reduktionsfaktoren betreffen die Hangneigung. Je geringer die Hangneigung, desto höher ist der Reduktionsfaktor und umgekehrt. Zweitklassige Reduktionsfaktoren betreffen die Hangexposition (Hangausrichtung) und beruhen auf statistischen Grundlagen. Je nach Exposition wird ein höherer oder niedrigerer Reduktionsfaktor gewählt.
Drittklassige Reduktionsfaktoren sind weitere Mittel, wie z. B. eine kleine Gruppe, oder das Begehen in großen Abständen.

## SnowCard

Vorderseite SnowCard

Rückseite SnowCard

Die SnowCard wurde von Martin Engler und Jan Mersch entwickelt. Beide sind Berg- und Skiführer und Ausbilder im Bundeslehrteam des Deutschen Alpenvereins (DAV). Diese Entscheidungsstrategie hat ihren Ursprung im Faktorencheck und verwendet als Strategie den sogenannten Lawinen-Risiko-Check. Mittlerweile hat der DAV die Rechte an der SnowCard erworben und wurde in DAV-SnowCard umbenannt.
Die SnowCard ist auf einer Seite mit einem Wackelbild versehen, welches beim Kippen zwei verschiedene Grafiken anzeigt, die das durchschnittliche Lawinenrisiko in günstiger und ungünstiger Hangexposition (Hangausrichtung) aufteilt. Weiterhin wird anhand von fließenden Farbübergängen von Grün über Gelb bis Rot das Risiko angezeigt. Grün steht dabei für ein geringes und rot für ein hohes Risiko. Dazu hat die Karte ein Kartesisches Koordinatensystem. Auf der {\displaystyle y}-Achse (Längsachse) wird die Hangsteilheit dargestellt, auf der {\displaystyle x}-Achse (Querachse) der aktuelle Gefahrengrad des Lawinenlageberichts. Anhand der Einschätzung der Hangsteilheit, der Hangexposition und des Gefahrengrads kann nun innerhalb der Grafik das Risiko abgelesen werden.
Auf der Rückseite wird eine schrittweise Anleitung zum Gebrauch der SnowCard angezeigt. Sie verfügt außerdem über einen Hangneigungsmesser für topographische Karten und ein Pendel zur Hangneigungsmessung im Gelände.

## Faktorencheck
Der von Engler entwickelte Faktorencheck ist praktisches Risikomanagement für Fortgeschrittene und Profis. Er setzt im Bereich der lawinenbildenden Schnee- und Wetterfaktoren an und wurde bereits vor der Veröffentlichung der Formel 3×3 und der elementaren Reduktionsmethode angewandt. Nach einem festgelegten Ablauf werden diese Faktoren einzeln überprüft und nach einem ampelähnlichen Farbsystem bewertet. Ähnlich wie bei der Snowcard wird von Grün über Gelb bis Rot der Faktor negativ oder positiv eingeschätzt. Anschließend werden die Faktoren in einer Gesamtübersicht bewertet und ein Fazit über das Lawinenrisiko gezogen. Spezielle Alarmkombinationen von Faktoren führen zu einer weitaus gefährlicheren Einschätzung der Lawinenlage.
|  |  |  |  |  |

|  |  |  |  |  |

|  |  |  |  |  |

|  |  |  |  |  |

|  |  |  |  |  |

Der Faktorencheck kann die anderen, „simpleren“ Entscheidungsstrategien ergänzen. Durch ihn ist es möglich, den Lawinenlagebericht detailliert zu überprüfen und eine profunde, eigene Bewertung der lokalen Lawinengefahr vorzunehmen. Durch das vorgegebene Ablaufschema soll sichergestellt werden, dass keine Faktoren vergessen oder übersehen werden. Jedoch bleibt der Faktorencheck ambitionierten Winterbergsteigern und Profis vorbehalten, die durch Wissen, Erfahrung und Kompetenz die einzelnen Faktoren tatsächlich bewerten können. Für Laien ist der Faktorencheck daher ungeeignet.

## Stop or Go Card
Die Stop or Go Card wurde 1999 von Michael Larcher und dem Bergführer Robert Purtscheller vorgestellt und ist eine Entscheidungshilfe, die vom Österreichischen Alpenverein (ÖAV) bevorzugt wird. Der erste Check (Vorderseite der Karte) basiert auf den Hangneigungsgrenzen von Munter und unterteilt je nach Gefahrenstufe die begehbaren Hänge nach deren Steilheit. Im zweiten Check (Rückseite) werden lawinenbildende Faktoren auf ihre Gefährlichkeit hin überprüft. Anschließend erfolgt die Entscheidung, zu gehen oder nicht zu gehen (Stop or Go).
Auf der zweiten Seite der Karte werden Standardmaßnahmen für die Tourenplanung und unterwegs angeboten. Die Unterteilung erfolgt nach dem zeitlichen Ablauf in Planung, Aufstieg, Abfahrt und berücksichtigt die wesentlichen Faktoren der Formel 3×3. Weiterhin verfügt die Karte über einen Hangneigungsmesser für Karten.